# アックアペンデンテ
アックアペンデンテ（伊: Acquapendente）は、イタリア共和国ラツィオ州ヴィテルボ県にある、人口約5,300人の基礎自治体（コムーネ）。

## 地理

### 位置・広がり
ヴィテルボ県北部のコムーネ。県都ヴィテルボから北北西へ42kmの距離にある。

#### 隣接コムーネ
隣接するコムーネは以下の通り。括弧内のTRはテルニ県、SIはシエーナ県、GRはグロッセート県所属を示す。
- アッレローナ (TR)
- カステル・ジョルジョ (TR)
- カステル・ヴィスカルド (TR)
- グロッテ・ディ・カストロ
- オナーノ
- プロチェーノ
- サン・カシャーノ・デイ・バーニ (SI)
- サン・ロレンツォ・ヌオーヴォ
- ソラーノ (GR)

### 気候分類・地震分類
アックアペンデンテにおけるイタリアの気候分類 (it) および度日は、zona E, 2299 GGである。
また、イタリアの地震リスク階級 (it) では、zona 2B (sismicità media) に分類される。

## 行政

### 分離集落
以下の分離集落（フラツィオーネ）がある。
- Torre Alfina, Trevinano, San Giusto

## 文化・観光
「スローシティ」加盟都市である。また、分離集落Torre Alfinaは、「イタリアの最も美しい村」クラブの加盟メンバーである。